# 战术小队
《战术小队》是由加拿大工作室“Offworld Industries”开发的第一人称战术游戏，2020年发行，对应Windows平台。游戏设定在现代，拥有叛军、正规军等阵营。《战术小队》在2015年12月15日在Steam推出抢先体验版，于2020年9月23日正式发布在Steam。

## 游戏模式
《战术小队》每一局游戏包含两方阵营。每方阵营下包含若干最高九人的小队。队内的玩家可以选择自己的职业。职业包含战地医生（Medic）、工兵（Combat Engineer）、反坦克单位（Anti-tank Specialists）、通用机枪单位、飞行员、驾驶员、特色单位和多种步枪单位（Riflemen）。每个小队由一名小队长指挥，该名小队长可以和其他小队的小队长交流，并可以放置兵站、火力点。沙袋墙等防御设施。
《战术小队》的游戏模式来源于它的前身《真实计划》，强调沟通和团队合作的重要性。游戏地图最大达16km2，有多种载具可供驾驶，如MRAP（防地雷反伏击车）、IFV（步战车）、APC（装甲运兵车）、各类坦克以及通用直升机。战斗双方需完成各类目标以取得胜利，如占领目标点、摧毁敌方设施以及消灭敌方单位。
在2022年4月22日的更新中，添加了澳大利亚陆军。自此，游戏中共有8个阵营，分别为澳大利亚陆军、英国陆军、加拿大陆军、美国陆军、俄罗斯地面武装力量，以及一些半虚构的叛军、民兵和中东政府军。
2022年12月8日的4.0版本更新中新增中國人民解放軍陸軍陣營。